# 베니아민 타야노비치

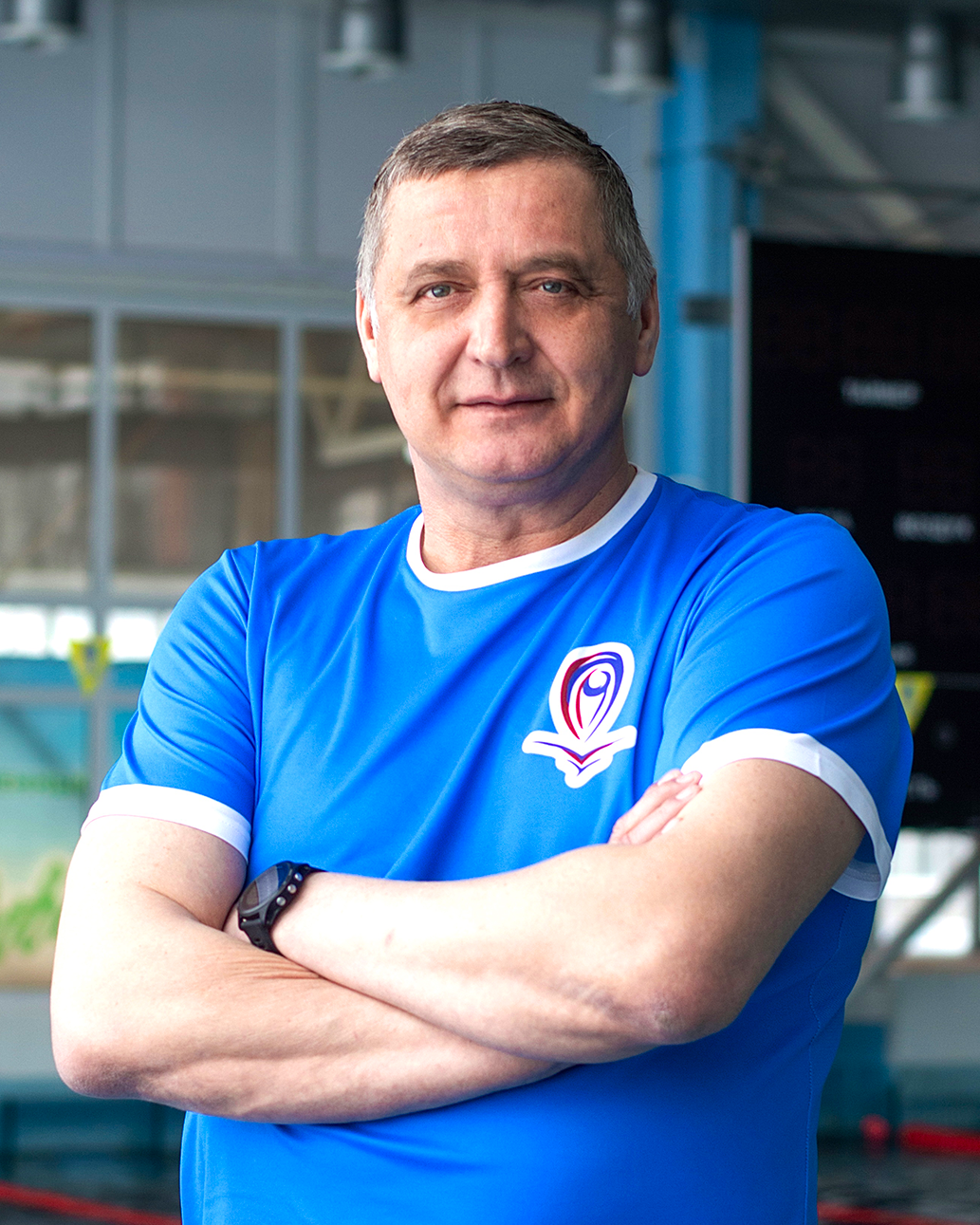

베니아민 이고레비치 타야노비치(러시아어: Вениамин Игоревич Таянович, 1967년 4월 6일 ~ )는 러시아의 전직 수영 선수이다.
타야노비치는 1992년 바르셀로나 하계 올림픽 남자 자유형 800m 계주에서 블라디미르 피시넨코, 드미트리 레피코프, 알렉세이 쿠드리야프체프, 유리 무힌, 예브게니 사도비와 함께 금메달을 획득했다. 그는 같은 올림픽 수영 예선전에서 400m 자유형 계주 팀과 함께 은메달을 주장했다.

## 참조
- “베니아민 타야노비치”. Sports-reference. 2011년 9월 3일에 원본 문서에서 보존된 문서. 2016년 7월 20일에 확인함.